# PANG급 항공모함
PANG급 항공모함은 샤를 드 골급 항공모함을 대체하기 위한 프랑스 차세대 항공모함이다. 미국, 일본, 영국과 같은 세계적인 강대국인 프랑스는 범지구적인 작전능력을 갖추기 위해 해군에서 원자력 추진 항공모함을 운용한다. 차기 프랑스 항공모함 사업인 PA-2 프로젝트를 진행했으나, 2013년 취소되고 PANG 프로젝트를 실행했다.

## 역사

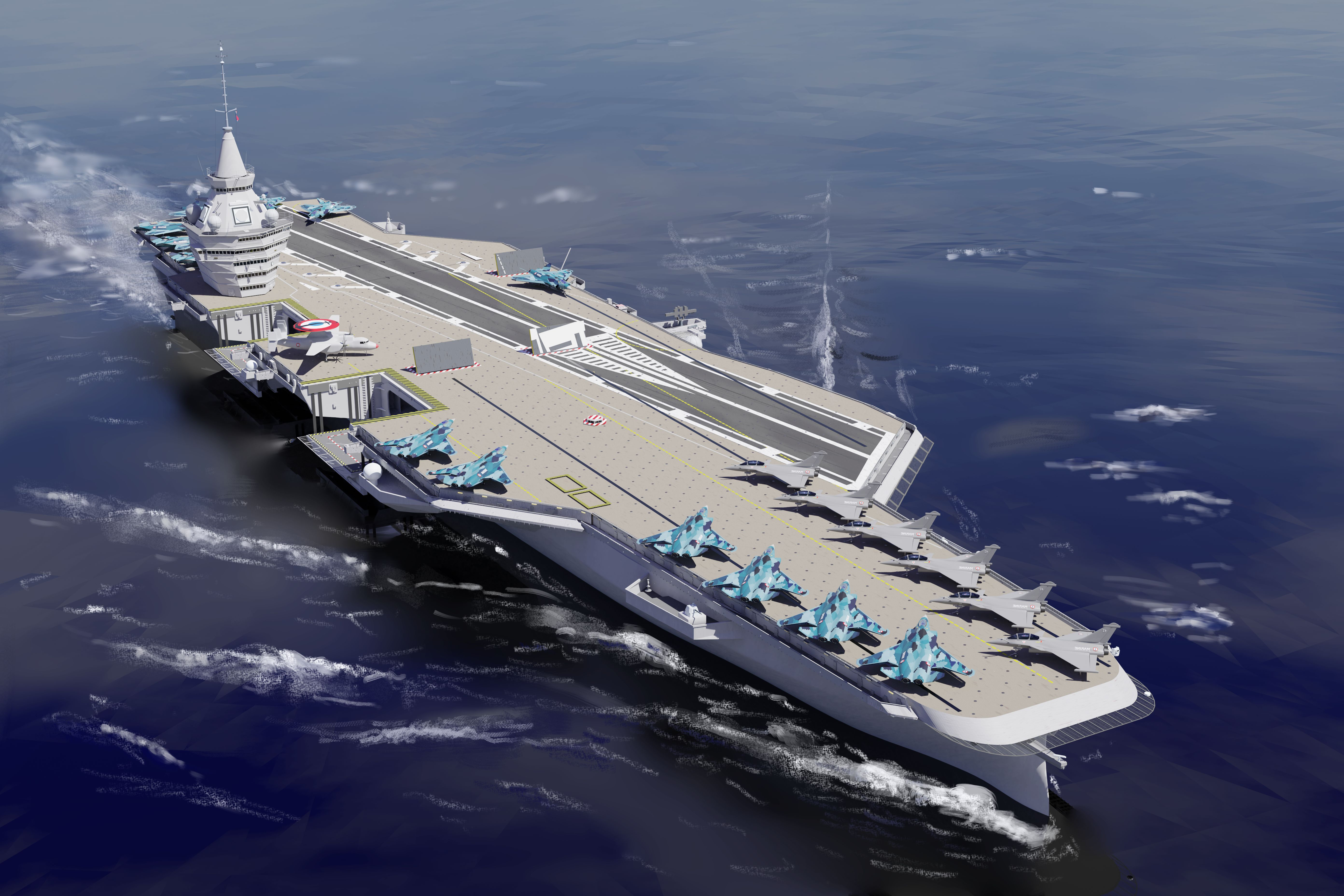
PANG의 가상도

2000년대 프랑스는 유일한 항공모함인 샤를 드 골을 운용하다가 여러 한계의 문제에 부딪혀, 두번째 항공모함 건설의 필요성을 인지했다. 샤를 드 골 시운전 후인 2001년 5월 18일, PA-2 프로젝트를 실행했고, 영국은 2003년부터 퀸 엘리자베스를 만들게 될 CVF 프로젝트를 시작했다. 그러나 결국 2013년 취소된다.
2010년대 다른 열강국인 일본은 중형 항공모함 이즈모를 선보였고, 영국은 퀸 엘리자베스급을 선보였으나 프랑스는 PA-2가 취소되며, 독보적인 항공모함 전력을 추격받고 있는 상태다.
2018년 프랑스 국방장관 Florence Parly는 두번째 항공모함 프로젝트를 시작한다고 발표했다. 프랑스 2025 국방 프로젝트에 따라 프랑스 공화국 대통령이 현재의 해당 프로젝트의 중대한 결정을 내릴 수 있는 상태에 있다.

### 배경
2021년 5월, 대중국 포위전략이 강화되면서 동아시아 바다에서 미·일·호주와 프랑스 해군이 합동훈련을 치루기도 했으며, 장 마티유 아시아 태평양 사령관은 "프랑스는 유럽 국가만이 아니라 아시아 태평양 국가이기도 하다."라고 발언했으며, "160만명의 프랑스 국민이 남태평양에 거주하고 있기에 아·태 지역에서 강국으로서 책임의 소임을 다할 것이다"라고도 발언한 바가 있다. 같은 시기 건조가 마무리되어가는 003형 항공모함과도 이런 배경에 사업이 진행되는 PANG급 항공모함은 관련이 깊은 항공모함이다. 003형 항공모함은 6월에 건조가 마무리되어가고 있으며, 아일랜드는 스텔스 형상을 충족하고 있다.

### 건조
2025년 착공하여 선체를 2036년까지 건조하고 2038년까지 무장을 갖추어 실전배치된다. 7만톤 이상으로 대형 항공모함이나, 9만톤 이하라고 밝혔다.

#### 건조 뒤의 의의
- 유럽 대륙을 통틀어 최대의 항공모함이다.
- 원자력 항공모함을 2척 이상 운용하는 유일한 유럽 국가가 된다.
- 전지구에서 6세대기를 운용하고 신속히 투입가능한 패권국이 된다.
- 제럴드 R. 포드급보다 저렴한 건조비로 6세대기를 운용하는 항공모함이다.
- 미국 이외의 UCAV를 함선에서 운용하는 국가가 된다.
- 제럴드 R. 포드급에 이어 세계 2위의 전력을 가진 항공모함이다.

## 개요

### 승강기
40톤 이상의 무게를 싣을 수 있는 엘리베이터 2개를 갖고 있다.

### 동력
샤를 드 골은 추진체계로 2개의 원자로 K-15를 탑재했다. 원자로 한 개에 150 MW의 힘을 낼 수 있으며 합치면 300 MW이고 원자력의 60%만이 항해 및 함재기 사출을 위한 동력이고, 40%는 그 이외의 함선이 필요로하는 전기로 쓰인다. 그러나 소형 추진 라인으로 인해 원자로 공칭 전력의 15 ~ 20  % 가 미사용 상태로 남아있어 여유가 있는 편였다. 그렇기에 45,000톤의 중형항공모함인 샤를 드 골의 후속함에도 똑같은 엔진을 쓰면서 대형화할 여유가 있지만, 60,000톤이 넘는 건 무리였다. 따라서 프랑스 엔지니어들은 K15의 대안을 찾아야 했다. K15 원자로의 대안인 K22 원자로는 각 220 MW 동력을 내며, 합치면 440 MW 이상이다.

### 사출기
1960년대 클레망소급 항공모함에서 사용된 사출기를 시작으로 프랑스 사출기 기술력은 세계적인 지위를 유지했다. PANG에서는 가벼운 드론부터 무거운 전투기까지 같은 사출기에서 날리 수 있는 능력을 요구한다. 따라서 사출의 에너지를 미세조정하는 기능이 추가된다. 이 시스템은 미 해군 쪽에서도 2017년 7월년부터 시도했으나, 2020년 초까지도 숱한 문제에 직면해서 완성시키지 못한 현실인만큼 하루아침에 만들어지진 않는 상황이다. 그러나 32톤의 전투기는 충분히 발진시킬 수 있는 기술을 보유했다. 사출기 기술이 더 진화할 경우, 제럴드 R.포드급을 보유한 미국과 같은 매우 높은 지위에 머무를 수 있는 국가가 된다.

### 함재기
처음엔 PANG을 무장시키는 건 라팔이 될 것이나 실전배치 2년뒤 2040년부터는 6세대 전투기를 함재기로 사용한다. 다소 항공과 에어버스는 6세대 전투기 NGF를 해양 버전으로 만들어 2040년부터 NGF가 PANG급에서 발진할 수 있게 된다. 사업이 실현될 시기에 7만톤급 항공모함에서 6세대 전투기를 운용가능한 국가는  미국,  프랑스로 좁혀진다.

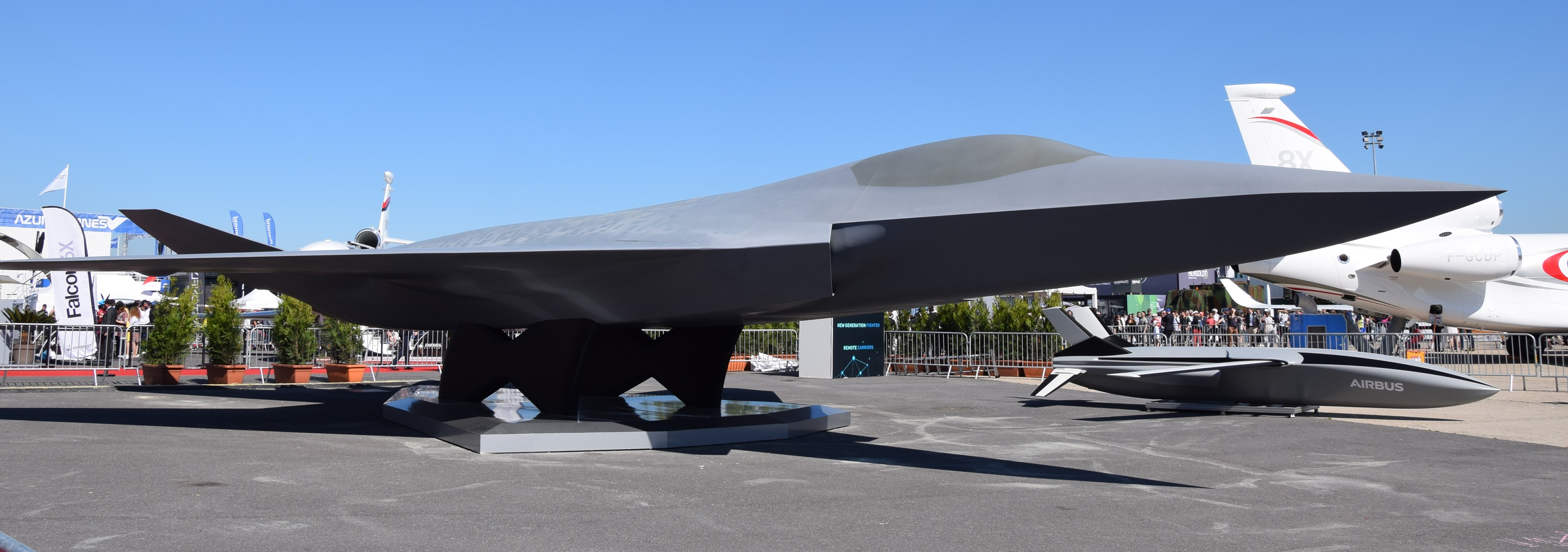
프랑스 6세대 전투기 NGF와 파트너 드론인 드론이 전시돼 있다.

### 드론
미국의 차세대 기체와 마찬가지로, 프랑스의 6세대기인 NGF도 파트너 드론을 운용한다. 6세대기에서 사용되는 파트너 드론들은 드론 중에서 크기가 큰 편에 속하며 전투기에 준하는 외모와 크기를 갖고 있는 까닭에 대부분의 항공모함에서는 드론을 사출하질 못한다. 단, 미국 해군은 노스롭 그루먼 X-47B를 사출기로 운용하고 있다. 2019년부터는 영미권 6세대기들이 사용할 것으로 여겨지는 보잉 로열 윙맨을 사출기로 운용이 가능하도록 연구하기로 했다. 중국 또한 5세대기인 J-20에서 운용하기 위해 나름대로 개발하고 있는 것으로 알려졌다. 그러나 중국은 파트너 드론을 함선에서 운용할 수 있는 능력을 현재 갖추지 못 했다.

### 전자센서
탈레스사의 'Sea Fire' 레이더가 들어간다. 공중 360도 범위에서 최대 500km, 표면에서 80km의 범위에서 포화없이 800 개의 물체를 동시에 추적 할 수 있다. 시 파이어는 모듈식으로 구성되어 있기 때문에, 항공 모함과 같은 더 큰 플랫폼을 위해 더 큰 변형을 설계 할 수 있다. 시 파이어는 4개의 고정형 AESA 밴드로 구성되어 있고, 질화갈륨으로 구성된 GaN AESA 레이더이다.

### 무장
VLS(수직발사대)의 수가 32 개에서 48 개로 증가하고 아스터 (유도탄)-15미사일을 탑재해 가시거리의 표적 42개에 대한 요격 능력을 자체적으로 보유한 함선이 될 것이다. 수직발사대의 화력이 늘어나지 않는다해도 탈레스사가 보유한 40mm 함포를 탑재할 여유도 충분하기 때문에, 사장된지 오래된 40mm 포탄 시장에서 수요를 만들어낼 가능성도 있다. 가까운 장래에 (2030-2040년경) 지향성 에너지 무기 및 전자기 레일 건 ( PILUM 프로젝트 )은 기술이 충분히 성숙되면 PANG에 탑승 할 가능성이 높다.

### 함교
아일랜드는 일명 "템플(사원)"같이 곡선미 있는 디자인으로 건설된다. 300m가 넘는 거대한 선체에 비해 상대적으로 좁고 작은 아일랜드다. 외국의 경쟁종 중에서는 미국과 가장 유사하다.

PANG급의 외견

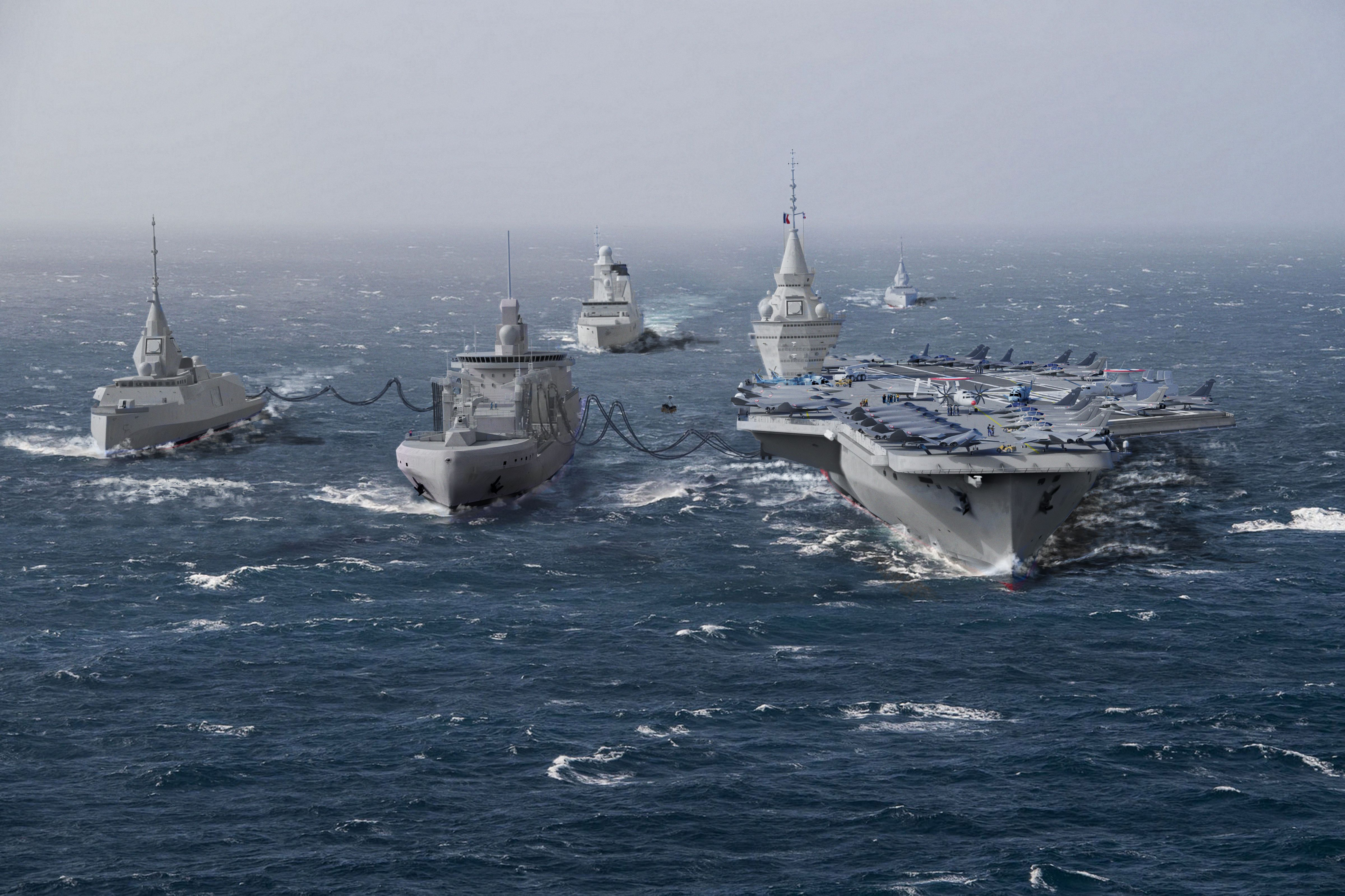

## 제원
- 이름 : PANG
- 만재배수량 : 75,000톤
- 길이 : 300 m
- 선폭 : 40 m
- 승조원 : ~2,000명
- 순항거리 : 무제한
- 함재기 : 32 x NGF, 32 x UCAV, 4 x NH90
- 레이더 : Sea Fire GaN AESA

## 같이 보기
- 차기 프랑스 항공모함
- 일본 차세대 항공모함
- 샤를 드 골 (항공모함)